# Barley wine

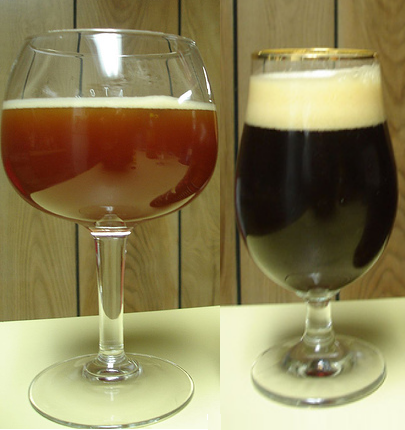
Dos ejemplos de Barley Wine servidos en copa

Barley wine (vino de cebada) es el modo con el que se califican a ciertas ales (cervezas) inglesas, debido a su especial fuerza. Pueden alcanzar una graduación alcohólica del 10% del volumen. Su dulzor natural se equilibra generalmente con un grado de amargura de lúpulo. En algunas, el dulzor de la malta también es equilibrado por el sabor amargo del alcohol. Esta cerveza se pretende que se beba a sorbos lentos para apreciar el sabor de su carácter dulzón, afrutado, y envejecido. Estas cervezas se elaboran a veces para celebrar acontecimientos y, debido a su alta graduación, algunos vinos de cebada se añejan durante más de 25 años.
En el momento[¿cuándo?] el estilo está tomando popularidad en el Nuevo Mundo, principalmente en Argentina, Chile y Uruguay. En el presente más de 700 cervecerías producen el estilo a nivel comercial en el continente americano, con la mayor producción concentrada en Argentina y Estados Unidos[cita requerida].